# マドリード国際アニメーション映画祭
マドリード国際アニメーション映画祭（Festival Internacional de Imagen Animada de Pozuelo de Alarcón - Comunidad de Madrid）は、毎年9月にスペインのマドリード自治州、ポスエロ・デ・アラルコン市で開催されるアニメーション作品を専門に扱う国際映画祭である。広く「アニマドリード（ANIMADRID）」という愛称で知られている。「アニマドリッド」とも表記されるが本項ではマドリード州観光局の日本語表記にならい「アニマドリード」の表記を用いる。

## 概要
- 世界各地のアニメーション作品を紹介すると同時に、若手に作品発表の場を与え、プロデューサーや監督、プロモーターやバイヤーに交流の機会を提供することが同映画祭の目的である。
- 国際アニメーション映画協会には加盟していない。

## カテゴリー
クレイアニメ、人形アニメ、切り紙アニメなどを含む様々な技法で制作された作品が、下記のカテゴリーで上映される。
- 長編映画部門（コンペティション）
- 短編映画部門（コンペティション）
- テレビ番組部門（コンペティション）
- 学生部門（コンペティション）
- スペシャル・プログラム